# Kevadiya
Kevadiya è una suddivisione dell'India, classificata come census town, di 12.705 abitanti, situata nel distretto di Narmada, nello stato federato del Gujarat. In base al numero di abitanti la città rientra nella classe IV (da 10.000 a 19.999 persone).

## Geografia fisica
La città è situata a 21° 52' 30 N e 73° 41' 27 E.

## Società

### Evoluzione demografica
Al censimento del 2001 la popolazione di Kevadiya assommava a 12.705 persone, delle quali 6.705 maschi e 6.000 femmine. I bambini di età inferiore o uguale ai sei anni assommavano a 1.381, dei quali 755 maschi e 626 femmine. Infine, coloro che erano in grado di saper almeno leggere e scrivere erano 10.171, dei quali 5.694 maschi e 4.477 femmine.